# 甲萘醌
甲萘醌（英語：Menadione，2-甲基-1,4-萘醌，有时也称作维生素K3）是一种化学式为C6H4(CO)2C2H(CH3)的有机化合物。
此物在体内可由NQO1和UBIAD1转化为维生素K（K2, MK-4），但过量使用会导致活性氧类产生。K3一般是合成产生，用作动物饲料和低收入地区的人类营养补充剂。根据欧洲食品安全局的报告，K3用于动物饲料时从未导致过毒性产生。
口服天然形式的维生素K1、K2也会在体内生成K3。K3可以穿透血脑屏障，由此也解释了动物各个器官MK-4浓度差别巨大的原因（不同器官由K3制造MK-4的速率不同）。